# Boljun
Boljun is een plaats in de gemeente Lupoglav in de Kroatische provincie Istrië. De plaats telt 73 inwoners (2001).

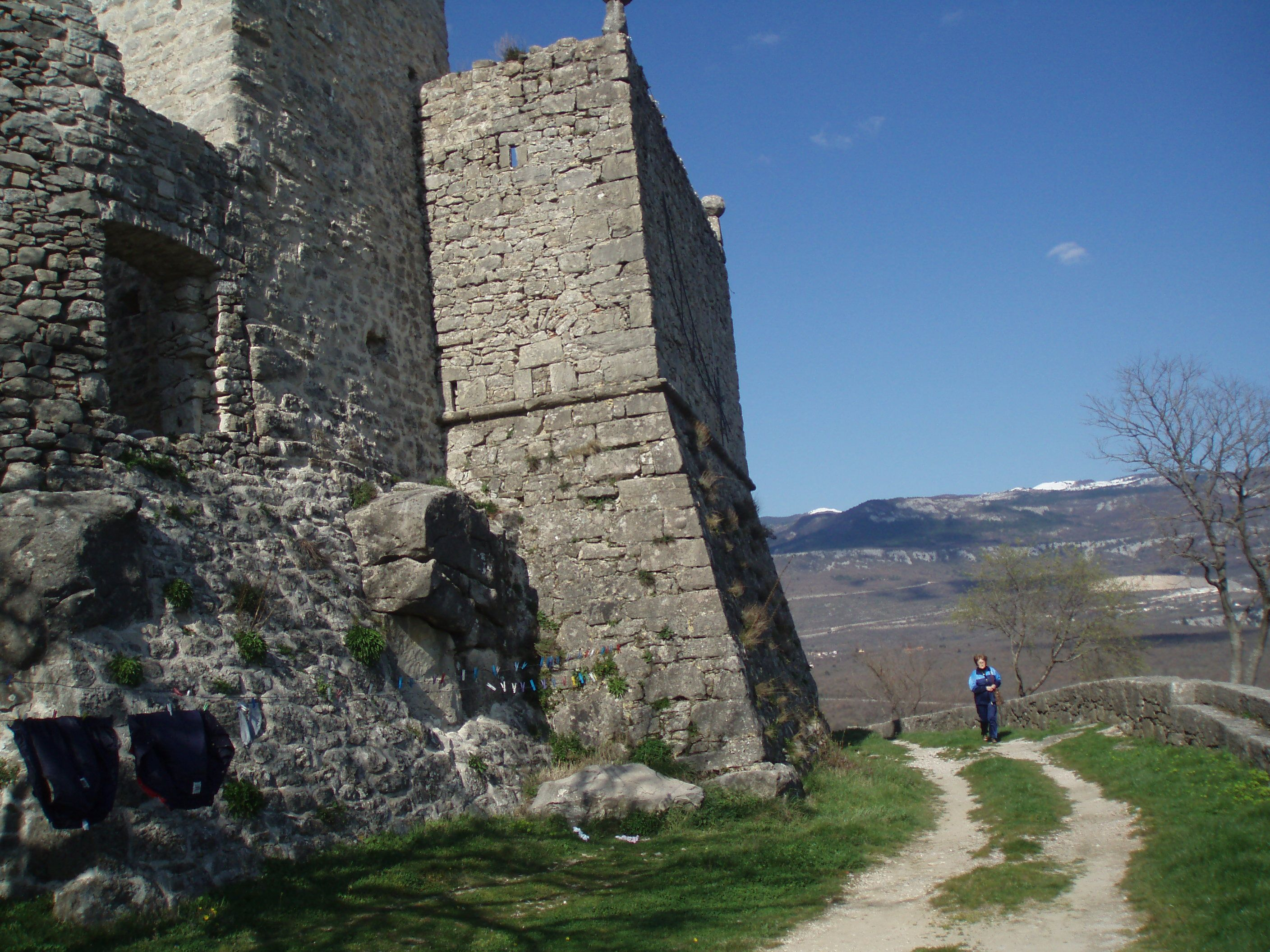
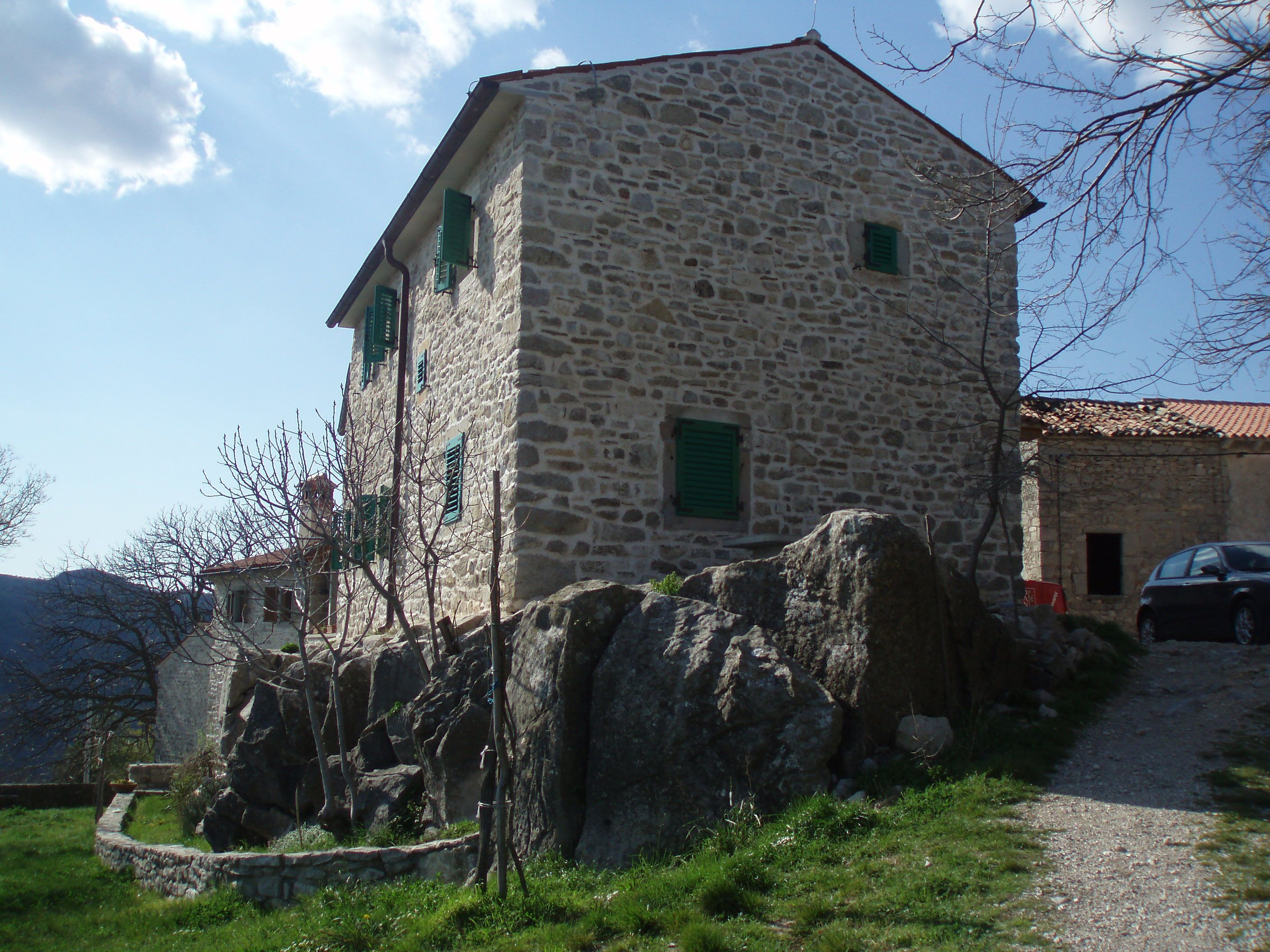